# Meruelo
Meruelo is een gemeente in de Spaanse provincie Cantabrië in de regio Cantabrië met een oppervlakte van 16 km². Meruelo telt 1.965 inwoners (1 januari 2016).

## Demografische ontwikkeling
Bron: INE; 1857-2011: volkstellingen